# Despertar de la Fe Mahayana

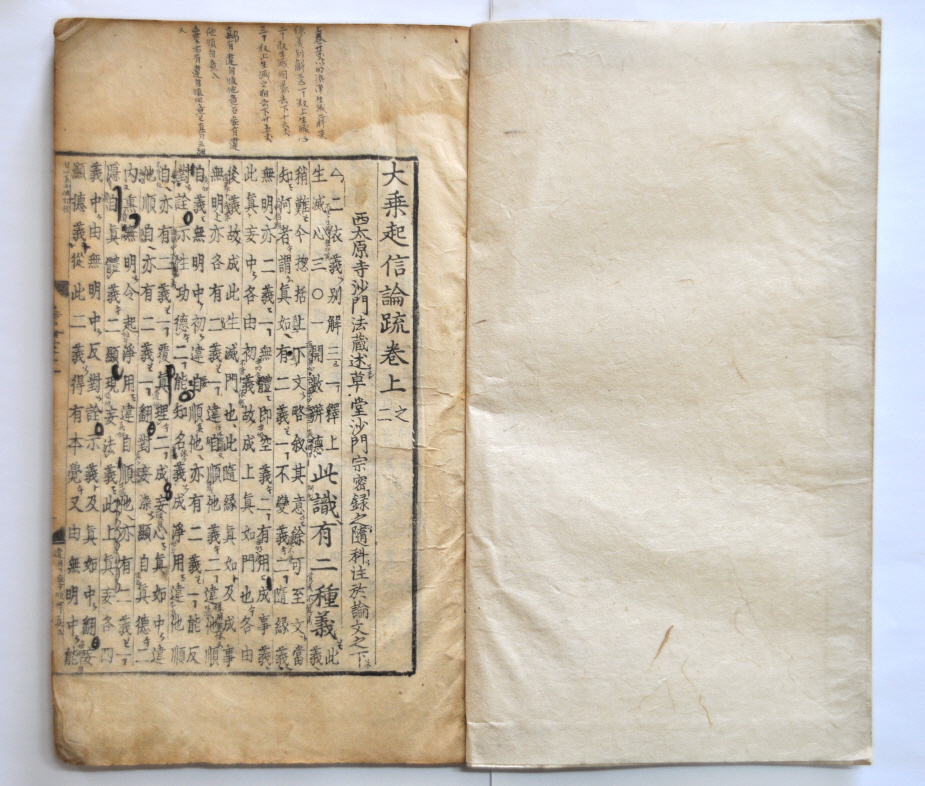
Una página de un Comentario sobre el Despertar de la Fe

Despertar de la fe Mahāyāna (chinoː 大乘起信論, pinyinː Dàshéng Qǐxìn Lùn, título sánscrito reconstruido: *Mahāyāna-śraddhotpāda-śāstra) es un influyente tratado budista Mahāyāna en el budismo de Asia oriental.
Aunque tradicionalmente se atribuye al maestro indio Aśvaghoṣa, del siglo II d. C., no existe ninguna versión en sánscrito y muchos estudiosos contemporáneos consideran que fue compuesto o muy editado en China. Las principales teorías sobre la autoría del Despertar de la fe entre los eruditos contemporáneos apuntan ahora bien a los monjes indios del siglo VI traductores Paramārtha y Bodhiruci, o bien a uno de sus alumnos chinos.